# Radio 15

## Historia
Radio 15 fue una emisora radial colombiana fundada en julio de 1963 en Bogotá, inicialmente bajo la dirección de Carlos Pinzón y, desde 1964, de Alfonso Lizarazo. Durante la década de 1960, logró superar en sintonía a otras de mayor potencia, como Nueva Granada y Nuevo Mundo, gracias a que Pinzón tenía una visión muy clara: darle a la juventud de la época música moderna y de artistas locales.
Su historia comienza cuando la emisora 1.310, o Radio Aeropuerto, fue encargada al joven locutor por Caracol Radio, a la que estaba afiliada. Inicialmente, allí se informaba sobre los horarios, vuelos y actividades del aeropuerto El Dorado, pero con la llegada de Pinzón inició una campaña de expectativa: «En R.15 nanay de noticias, nanay de novelas, nanay horarios, nanay de deportes, espere R.15».
El primer gran programa fue: “Platillos voladores, R15 espacio de complacencias” que consistía básicamente en escoger las canciones que los oyentes pedían. El éxito de la emisora radicó en su temática orientada al rock ´n´ roll, un estilo de música que resonaba entre las personas jóvenes. Aquí se escucharon por primera vez en Colombia artistas internacionales como The Beatles y The Rolling Stones. Además, se convirtió en la plataforma para la promoción de artistas nacionales emergentes.
A principios de 1964, Alfonzo Lizarazo asume la dirección de esta radio y junto a Jaime Arturo Guerra Madrigal, promovió la música local a través del programa El Show de los Frenéticos y el espacio televisivo Juventud Moderna. Bajo su liderazgo, Radio 15 se consolidó como un espacio clave para el desarrollo del rock en Colombia y se volvió memorable entre los bogotanos de los años 60s.

## Estudio 15
Entre noviembre de 1964 y octubre de 1965, luego de reunirse en un salón de té aledaño a Emisoras Nuevo Mundo, Alfonso Lizarazo junto a su amigo disc-jockey Jaime Arturo Guerra Madrigal, fundaron el sello discográfico Estudio 15, una disquera que tenía por objetivo impulsar a los nuevos talentos del rock colombiano. El programa se emitía al mediodía y presentaba entrevistas con figuras destacadas del ámbito artístico, como actrices, modelos y locutores, además de mostrar las novedades musicales del momento a través de una cuarentena de periodistas en diferentes puntos cardinales del país y ser patrocinado por Manufacturas Ajover y Discos Orbe. El primer elepé del catálogo fue "Chica Yea Yea", en donde se registraron las voces de Óscar Golden, Lyda Zamora y Las Estrellas de Fuego. En su contraportada, estas músicas fueron descritas como "la evolución de la auténtica "Nueva Ola" colombiana, recibida con entusiasmo por el público "con un gesto nacionalista".
El crecimiento de la emisora fue impulsado por la llegada de Harold Orozco, quien aportó su creatividad creando pistas con su guitarra para promover Radio 15. El trajo a Óscar Golden desde Cali, quien grabó sus primeras canciones en el auditorio de Caracol, utilizando la tecnología avanzada de las grabadoras Ampex bajo la supervisión de Luis Eduardo Sánchez.  
El equipo de Estudio 15 siguió creciendo, sin embargo, la gran estrella del sello era Lyda Zamora, conocida como "La Luminosa", una versátil cantante, bailarina de flamenco y actriz, que grabó "La Fabula", una curiosidad al lado del guitarrista Gentil Montaña. Su segunda entrega fue la antología "Ídolos de Colombia".
Este esfuerzo innovador se centró en destacar a los artistas locales, alejándose de la dependencia exclusiva de músicos internacionales. Estudio 15 dejó una huella significativa en la historia del rock colombiano con 7 vinilos de 7, 10 y 12 pulgadas. Los números de referencia y algunos volantes publicitarios indican que el proyecto funcionó entre 1966 y 1967, grabando 29 títulos.
Posteriormente, el sello evolucionó y se convirtió en Disco 15, continuando con la promoción de talentos, entre ellos el dúo Ana y Jaime, quienes revolucionaron la música política en la década de 1970, Harold, Óscar Golden, Jairo Alonso, Keny Pacheco, Alex y Lida Zamora, The Beatniks, Los Ampex, Los Flippers, Gentil Montaña, Los Martins, Antony y su Conjunto, Las Estrellas de Fuego, Álvaro Román y Gonzalo Navas Cadena, más conocido como Pablus Gallinazus, con su primer disco Protesta de Pablus Gallinazo, que fue vetada por el Ministerio de Comunicaciones del gobierno de Carlos Lleras Restrepo por contener diatribas políticas, como «Una ciudad llamada Pablo» y «Sol en el andén». 
Luego de armar giras nacionales, abrir la discoteca Infierno A-gó-gó, Estudio 15 dejó de funcionar hasta mediados de 1967, cuando pasó a llamarse Disco 15, con quien grabarían a Ana y Jaime, y Norman y Darío.  

## Sede
En la parte posterior del edificio de Caracol, colindando con el gigantesco teatro Lux, se encontraban los estudios de Radio 15. Tenía presencia en ciudades como Bogotá, Medellín, Cali y Barranquilla.

## Éxitos
Durante la época dorada de Radio 15, sonaron grandes éxitos que marcaron a una generación. Canciones como "La Chica Ye Ye" de Lyda Zamora, "Can’t Help Falling in Love" de Elvis Presley, "Twist and Shout" de The Beatles, y "Zapatos Pom Pom" de Óscar Golden eran algunos de los favoritos. También se escuchaban "Lecciones de Twist" de Chubby Checker, "Y por Tanto" de Charles Aznavour, "Be My Baby" de The Ronettes, y "Si Yo Tuviera un Martillo" de Trini López. Otros éxitos incluían "Quisiera Ser" del Dúo Dinámico, "California Dreaming" de Papas & Mamas, "Yesterday" de The Beatles, "Micky Maus" de Harold Orozco, y "Capri Se Fini" de Herve Vilard. Clásicos como "Satisfaction" de The Rolling Stones, "Mi Caharrito" de Roberto Carlos, y "La Casa del Sol Naciente" de The Animals también resonaban en la emisora, junto a "Ciudad Solitaria" de Mina y "La Historia de Tommy" de César Costa. Entre los favoritos estaban "Black is Black" de Los Bravos, "Tus Manos en mi Cintura" de Ádamo, y "Speedy González" de Pat Boone y Manolo Muñoz. Tampoco faltaban "Downtown" de Petula Clark, "Ma Vie" de Alain Barrière, "Dominique" de Angélica María, y "Tu Cabeza en mi Hombro" de Enrique Guzmán. Otros grandes temas que sonaron en Radio 15 incluían "Fuiste Mía un Verano" de Leonardo Favio, "San Francisco" de Scott McKenzie, "Yo Soy Aquel" de Raphael, "No Tengo Edad" de Gigliola Cinquetti, y "Anduriña" de Juan & Junior.